# Listrac-Médoc
Listrac-Médoc är en kommun i departementet Gironde i regionen Nouvelle-Aquitaine i sydvästra Frankrike. Kommunen ligger i kantonen Castelnau-de-Médoc som tillhör arrondissementet Lesparre-Médoc. År 2022 hade Listrac-Médoc 2 801 invånare.

## Befolkningsutveckling
Antalet invånare i kommunen Listrac-Médoc
Referens:INSEE